# Município de Bogomila
Bogomila é um ex-município localizado na atual Macedônia do Norte.